# Курган (аэропорт)
Аэропо́рт Курга́н (ИАТА: KRO, ИКАО: USUU) — аэропорт города Кургана, главные воздушные ворота Курганской области. Имеет статус аэропорта федерального значения.11 ноября 2015 года вышло постановление Правительства РФ об открытии в аэропорту Курган пункта пропуска через государственную границу, что позволило бы присвоить статус международного, но работы по его устроению до сих пор не осуществляются.
Осуществляет регулярные, чартерные, пассажирские, грузовые и авиационные работы. Относится к аэродромам класса С, длина ВПП 2601 м. Расположен в 6 км к северо-востоку от центра города.
Проезд до аэропорта автобусами № 24, 45, 75, 91, 92, 93, 95.

## История
17 (30) июля 1912 года в 2 часа дня в Курган впервые прилетел самолёт. Он приземлился на ипподроме. 20 июля (2 августа) 1912 года в 8 часов вечера над Курганом впервые пролетел самолёт, поднявшийся с ипподрома. Полёт выполнил авиатор Александр Алексеевич Васильев.
В декабре 1918 года на базе эвакуированной Самарской создана Курганская военно-авиационная школа. 2 августа 1919 года начата эвакуация её в Читу.
11 сентября 1923 года в Кургане, на поле за насыпью железнодорожного полотна, там, где ныне расположен бывший кинотеатр «Мир», приземлился первый пассажирский самолёт «Юнкерс Ф-13» (заводской номер «590», бортовой номер самолёта «R-RDAM», персональное наименование «Kukuch» («Кукушка»)) Российского общества добровольного воздушного флота «Добролёт» — предшественника «Аэрофлота», совершавший перелёт по маршруту Москва — Новониколаевск (ныне Новосибирск), где самолёт был передан СССР и переименован в «Сибревком». Экипаж: пилот Георг Ютербок (нем. Georg Jüterbock), пилот Пётр Иванович Лозовский и бортмеханик Каленин; в качестве пассажира на борту самолёта находился член правления общества «Добролёт» А.З. Дзевялтовский. Самолёт пробыл здесь 3 дня. Этот день считается рождением курганского аэропорта. Задержка в пути была вызвана плохим качеством бензина, заправленного в Екатеринбурге, из-за чего возникла неисправность в карбюраторе мотора. Устранив неполадки, экипаж выполнил небольшой пробный полёт над городом, и одному из наших земляков по фамилии Никонов удалось прокатиться на «Юнкерсе», став первым курганским авиапассажиром. 13 сентября «Кукушка» взлетела с курганской окраины и взяла курс на Петропавловск.
В 1925 году в Кургане создана авиационная служба, которую возглавил комендант аэродрома К.А. Врачинский.
1 августа 1928 года Курганская аэростанция общества «Добролёт» приняла и отправила первые почтовые рейсовые самолёты воздушной магистрали Москва-Иркутск (пилоты Овсянников и Волков,начальник аэростанции Финнэ). Этот день стал датой начала деятельности аэропорта Курган.
В марте 1929 года на аэродроме строится станция и ангар на три самолёта.
1931 год. Начало пассажирских авиаперевозок. За навигацию 1931  года Курганской аэростанцией воздушной магистрали Москва-Иркутск отправлено 77  пассажиров и 400 тонн груза. Отказано 150 пассажирам за неимением места.
С сентября 1935 года на новом месте (ныне район бывш. кинотеатра «Мир») строился курганский аэродром. В Заводском переулке были построены общежитие и служебные помещения. В 1956 году переулок Заводской переименован в улицу Авиационную.
15 мая 1940 года курганский аэропорт открыл воздушную навигацию.
В годы Великой Отечественной войны согласно мобилизационному расписанию курганский аэропорт переводится на военное положение.
Сформированная на основании постановления Совета Народных Комиссаров СССР № 2265-977сс от 5 ноября 1940 года 73-я учебная эскадрилья ГВФ базировалась на территории Курганского аэропорта гражданского воздушного флота (ГВФ). Согласно приказу № 1 по 73 учебной эскадрилье от 1 февраля 1941 года в должность её командира вступил Михаил Васильевич Бортников. 13 февраля 1941 года его сменил Николай Гаврилович Порфиров. 24 марта 1941 года состоялось первое зачисление курсантов в  учебную эскадрилью 73. Первый набор составил 196 человек.
Приказом командующего войскам Уральского военного округа № 00912 от 4 мая 1943 года сформирована Курганская авиационная школа пилотов первоначального обучения ГВФ (в/ч 30024). 73-я учебная эскадрилья и школа пилотов подготовили свыше 1000 пилотов для пополнения лётного состава ВВС Красной армии.
За самоотверженный труд в тылу и работу по подготовке пилотов весь постоянный состав Курганского аэропорта и Курганской авиашколы награждён медалями «За доблестный труд в Великой Отечественной войне» и «За победу над Германией».
Звания Героя Советского Союза удостоены лётчик-инструктор 73-й учебной эскадрильи, командир эскадрильи 15-го ночного бомбардировочного авиаполка майор Тимофей Алексеевич Ковалёв, выпускники 73-й учебной эскадрильи, командир эскадрильи 76-й гвардейского штурмового авиаполка гвардии капитан Николай Иванович Мартьянов, командир батареи 241-го гвардейского стрелкового полка гвардии лейтенант Арсений Филиппович Пугачёв.
Дважды удостоен Звания Герой Социалистического Труда (В 1973 и 1979 году) лётчик-инструктор 73-й учебной эскадрильи Николай Алексеевич Кузнецов проработавший более 40 лет начальником Казахского Управления гражданской авиации. В 1973 году за выдающиеся достижения в выполнении плановых заданий по авиаперевозкам, применению авиации в народном хозяйстве страны и освоению новой авиационной техники Звания Герой Социалистического Труда удостоен лётчик-инструктор 73-й учебной эскадрильи Александр Гаврилович Барышников. С весны 1943 года Александр Гаврилович воевал в составе 15-го ночного легкобомбардировочного авиационного полка 213-й ночной бомбардировочной авиационной Витебской Краснознамённой орденов Суворова и Кутузова дивизии на самолёте У-2 (По-2), совершил 335 боевых вылетов на бомбардировку и в партизанские отряды, из них 50 — с посадкой в тылу противника ночью. Награждён орденами Ленина, Красного Знамени, 2 орденами Отечественной войны, медалями. После войны летал на самолётах Ил-12, Ту-104, Ту-114. Освоил флагманский лайнер Ил-62. Более десяти лет занимал должность командир авиационной эскадрильи Московского транспортного управления гражданской авиации.
1 июня 1945 года создано Курганское авиапредприятие, стала работать внутриобластная воздушная связь. На линиях, которые проходят по многим районам области, курсируют самолёты, перевозящие почту, пассажиров, грузы. Первыми лётчиками были Анатолий Ипполитович Чернявский и Г.С. Багаев.
В 1947 году Курганская авиационная школа пилотов ГВФ была расформирована, а основная часть имущества и личный состав стали основой для вновь созданного Троицкого авиационно-технического училища ГВФ.
В Кургане базировался 238-й авиаотряд ГВФ (командир Дементьев Валентин Андреевич, с 1949 года — майор гражданской авиации Ильин Н.Г.). В сентябре 1952 года преобразован в 121-й авиаотряд. 8 декабря 1952 года командиром назначен капитан гражданской авиации Тарелкин Григорий Васильевич.
В мае 1955 года в Кургане впервые приземлился пассажирский самолёт гражданского воздушного флота, идущий транзитом с востока в Москву.
Январь 1957 год — ежедневно на Москву отправляется скоростной комфортабельный пассажирский самолёт Ил-14 с посадками в Свердловске и Казани. Время в пути 7 часов 50 минут.
10 июня 1958 года началось регулярное сообщение по воздушной линии Курган — Тюмень — Курган. Время полёта — 1 час 55 минут. В 1959 году построено здание аэровокзала.
Приказом начальника Уральского управления ГВФ от 11 января 1961 года № 4 121-й авиаотряд реорганизован в Отдельную эскадрилью, объединённую с аэропортом 4-го класса. Командир — Анатолий Ипполитович Чернявский.
1 декабря 1964 года устанавливается ежедневное прямое сообщение Москва — Курган — Москва, рейс 793—794, самолёт Ил-14.
Июнь 1965 года к услугам жителей области новый комфортабельный самолёт Ан-24. Время полёта до Москвы — 6 часов 30 минут.
Приказом начальника Уральского управления гражданской авиации от 17 июня 1966 года № 58 Курганская отдельная авиаэскадрилья реорганизована в Курганский объединённый авиационный отряд гражданской авиации.
1 сентября 1967 года состоялся прием первого технического рейса грузового самолёта Ан-12.
В 1970 году построена асфальто-бетонированная взлётно-посадочная полоса длиной 1800 м. и шириной 45 м.
20 марта 1971 года введен беспосадочный авиарейс Курган — Москва на лайнере Ил-18.
3 сентября 1972 года сдан в эксплуатацию аэровокзал общей полезной площадью 1679,4 м² с пропускной способностью 200 пассажиров в час. Коллективы УНР-3 и УНР-12 треста № 74 были награждены Дипломом III степени Госстроя СССР. Авторы работ по оформлению здания: Сергей Белоконь, Николай Годин, Геннадий Иванчин, Валерий Лытченко-Метких, Тамара Лытченко-Меткая.
1972 год — базировка Ан-24 в Кургане (разлёт — Тюменский Север, Минеральные Воды, Сочи, областные центры Урала).
1974 год — пик пассажиропотока, вылетело из Кургана 288 тысяч человек. 120 тысяч из них улетели по линиям союзного назначения, остальные по Курганской области.
3 января 1980 года на трассу Курган — Москва вышел скоростной турбореактивный самолёт Ту-134. Время в пути немногим более двух часов.
3 января 1980 года совершен первый рейс лайнера Ту-134 на линии Курган — Рига.
1 июля 1985 года на обновленной взлётной полосе аэропорта (удлинение ВПП до 2500 метров) приземлился самолёт Ту-154, выполнявший технический рейс из Свердловска в Курган, который подтвердил, что аэропорт готов принимать и эти воздушные лайнеры.
В 1985 году основан Курганский авиационный музей. Первоначально именовался как «Музей аэропорта Курган».
2 января 1986 года начались регулярные рейсы Москва — Курган на авиалайнерах Ту-154. Он берет на борт 164 пассажира, что в два с лишним раза больше, чем Ту-134.
На самолёте Ту-154 (КВС Мацюк В.Г.) выполнен первый (и единственный) международный авиарейс Курганского авиапредприятия в Объединённые Арабские Эмираты.
27 ноября 1991 года на базе авиаэскадрильи воздушного судна Ан-2 курганского авиапредприятия создана авиакомпания «СИБИА»
Распоряжением Департамента воздушного транспорта от 21 марта 1992 года № ДВ-II-4-19  Курганский объединённый авиаотряд преобразован в Курганское авиапредприятие. Определением арбитражного суда Курганской области от 30 октября 1996 года введено внешнее управление Курганского государственного авиапредприятия. Арбитражным управляющим назначен Селяев Вениамин Александрович. 17 июня 1998 года КГАП признано банкротом, конкурсным управляющим назначен Тютрин Александр Фёдорович. 23 июня 2000 года конкурсное производство по делу № А34-126/1996 завершено.
15 декабря 2002 года зарегистрировано ОАО «Аэропорт Курган» (ИНН 4501080974).
В период с 2004 по 2005 годы был проведен ремонт инфраструктуры аэропорта — переведена с угля на газовое топливо котельная, заменены тепловые сети и сети водоснабжения..
В 2006 году проведена реконструкция взлётно-посадочной полосы, перрона, системы отводов ливневых вод.
В 2007 году установлено новое светосигнальное оборудование позволяющее принимать воздушные суда в любое время суток. Проведен ремонт аэровокзального комплекса, установлена новая система проверки и пропуска пассажиров
С 30 октября 2007 года распоряжением Минтранса России и Федерального агентства воздушного транспорта аэропорт Курган допущен к приему воздушных судов иностранного производства Airbus A-319, Airbus A-320 и Boeing 737-400, Boeing 737-500.
Банкротство - В 2009 Симонов А.Н. внешний управляющий , используя в деятельности возможности законодательства и эмиссию ценных бумаг АО "Аэропорт Курган" сохранил аэропорт,и 2012 погасил обязательства перед кредиторами
27 мая 2011 года российская лоу-кост авиакомпания «Авианова» начала регулярные полёты на самолёте Airbus A320 из Кургана в Москву (Шереметьево).
Утром 7 октября 2011 года состоялся последний московский рейс лоу-кост авиакомпании «Авианова», осуществлявшей перелёты по понедельникам, средам и пятницам в связи с приостановкой операционной деятельности.
С 3 декабря 2011 года по маршруту Москва — Курган — Москва, кроме авиакомпании «РусЛайн», стала осуществлять авиарейсы авиакомпания «ЮТэйр».
30 ноября 2012 года зарегистрирован дополнительный выпуск акций ОАО «Аэропорт Курган» на сумму 117 млн рублей. Цель эмиссии — выполнение условий мирового соглашения, заключенного между ОАО «Аэропорт Курган» и кредиторами.
29 июля 2013 года аэропорт Курган принял первый рейс пассажирского самолёта Embraer EMB 120 Brasilia авиакомпании «РусЛайн», выполненный по маршруту Екатеринбург (Кольцово) — Курган.
С 21 апреля 2014 года запущен новый рейс до Москвы (Домодедово) на самолёте Як-42Д авиакомпании Ижавиа.
2 июня 2014 года выполнены первые в истории курганского аэропорта прямые авиарейсы в  Санкт-Петербург (Пулково) на самолёте Як-42Д авиакомпании Ижавиа.
24 июня 2014 года Группа Компаний «Аэрофьюэлз» и Правительство Курганской области подписали соглашение о строительстве в аэропорту Кургана пункта пропуска через государственную границу.
25 июня 2014 года спустя пять лет возобновлено сезонное прямое авиасообщение с Сочи (Адлер) на самолёте Як-42Д авиакомпании Ижавиа.
25 октября 2014 года решением Федерального агентства воздушного транспорта в Свидетельство о его государственной регистрации аэродрома Курган внесена запись о пригодности к приему воздушных судов типа Boeing 737-800.
11 ноября 2015 года Председатель правительства Российской Федерации Дмитрий Анатольевич Медведев подписал распоряжение № 2285-р об открытии аэропорта Курган для выполнения международных полётов и установлении в нем многостороннего пункта пропуска через государственную границу Российской Федерации.
5 февраля 2018 года Аэропорт Кургана принял первый грузовой рейс в рамках планируемого в области транспортно-логистического центра.
31 января 2020 года В ходе реконструкции здания аэровокзала была сломана мозаика, созданная в 1972 году.
11 июня 2021 года Указом Президента Российской Федерации № 361 присвоено имя Гавриила Абрамовича Илизарова.

## «Аэропорт Курган» сегодня

### Принимаемые типыВС
Ан-12, Ан-24, Ан-26, Ил-76, Ту-134, Ту-154, Як-40, Як-42, Airbus A319, Airbus A320, ATR-42, ATR-72, Boeing 737-400, Boeing 737-500, Boeing 737-800, Bombardier CRJ 100/200, Embraer EMB 120 Brasilia, а также все типы ВС 3 и 4 класса, все типы вертолётов. Классификационное число ВПП (PCN) 50/F/D/X/T.

### Авиакомпании и пункты назначения
По состоянию на 01 ноября 2024 года в аэропорту осуществляются пассажирские рейсы по следующим направлениям:
Здание аэровокзального комплекса работает ежедневно с 04:30 до 21:00.

### Показатели деятельности
Данные из запроса в Викиданные.
| Год  | Всего пассажиров | Измен.    | Самолётовылеты | Грузы и почта, т. |
| ---- | ---------------- | --------- | -------------- | ----------------- |
| 1974 | 288 000          |           |                |                   |
| 2009 | 21 176           |           |                |                   |
| 2010 | 16 355           | −29,5% ▼  |                |                   |
| 2011 | 38 088           | +132,9% ▲ |                | 118,0             |
| 2012 | 63 885           | +67,7% ▲  |                | 236,7             |
| 2013 | 67 587           | +5,8% ▲   | 791            | 383,9             |
| 2014 | 81 541           | +20,6% ▲  | 842            | 492,1             |
| 2015 | 74 837           | -8,2% ▼   |                | 462,5             |
| 2016 | 67 494           | -9,8% ▼   |                | 483,0             |
| 2017 | 63 709           | -5,6% ▼   |                | 488,8             |
| 2018 | 87 691           | +37,6% ▲  |                |                   |
| 2023 | 154 300          | +11% ▲    |                |                   |

(Источник — годовые отчеты ОАО «Аэропорт Курган»)

### Собственники
Размер уставного капитала Общества составляет 69 450 000 рублей.
Общее количество размещенных акций: 1389 штук, номинальная стоимость обыкновенных акций: 50 000 рублей.
Акционеры общества, доля которых в уставном капитале составляет более 2 процентов (2016 год):
1. ООО «Аэропроект сервис» — 257 акций (18,5025%).
2. ООО «Аэрофьюэлз Групп»  — 867 акция (62,4190%).
3. ООО «Энерготек»     	  — 241 акция (17,3506%).

### Коллектив
- Управляющий директор АО «Аэропорт Курган» с 26 апреля 2018 года Домрачев Александр Борисович.
- Исполнительный директор АО «Аэропорт Курган» с 26 апреля 2018 года Коваленко Дмитрий Александрович (с 2009 года исполнительный директор; с 4 июля 2012 года — генеральный директор ОАО «Аэропорт Курган»).

Численность работников технических служб, без которых не может состояться рейс, составляет 130 человек.
Общая численность работников АО «Аэропорт Курган» в 2018 году составила около 150 человек.

## Происшествия в районе аэродрома Курган
- 3 февраля 1919 года в д. Мало-Чаусовой разбился самолёт, лётчик вывихнул ногу.
- 26 июня 1919 года в 8 часов 45 минут разбился подпоручик Николай Пересвет-Солтан.
- В середине 1919 года разбился белочешский самолёт LWF-V производства США.
- 23 июля 1919 года во время перелёта из Кургана в Омск загорелся в воздухе самолёт LWF Model V, прапорщик И.Г. Иваненко и механик Фрейман погибли.
- 29 июля 1919 года во время перелёта из Кургана в Троицк загорелся в воздухе самолёт LWF Model V 15-го Сибирского авиаотряда. Лётчики погибли.
- 20 июля 1944 года во время ночного тренировочного полёта курсант Кутерев допустил уклонение самолёта влево, на линию посадочных огней, и задел крылом самолёт оператора посадочных огней Ковтуненко, который от полученных травм скончался в больнице.
- В сентябре 1949 года самолёт санитарной авиации По-2Л вылетел на железнодорожную аварию, в район происшествия врезался в водонапорную башню. Погибли пилот Иван Александрович Дерябин, бортхирург Надежда Николаевна Попова, операционная сестра Августа Петровна Федорова.
- В 1952 году авария самолёта По-2Л СССР-Л-3277, пилот М.А. Гимадеев.
- 28 января 1955 года на взлёте командир корабля пытался 6 раз оторвать от земли самолёт Ли-2 СССР-И1017 завода №126 (Комсомольск-на-Амуре) Министерства авиационной промышленности СССР, без набора установленной скорости, не обращая внимание на дважды поданную ему команду диспетчером аэропорта о прекращении взлёта. На седьмой раз, взмыв на 20 м, потерял скорость. Самолёт упал на правое крыло и на нос и разбит. Полётный вес самолёта превышал установленный на 615 кг. Взлёт самолёта в этих условиях производился ненормально – разбег был слишком короток (315 м). Второй пилот погиб, командир корабля и бортмеханик тяжело ранены, второй бортмеханик и бортрадист легко ранены.
- В 1957 году при попадании в обширный снегопад пилот самолёта По-2Л СССР-Л3281 М.М. Цыганов потерял пространственное положение, самолёт перевернулся вверх лыжами и приземлился на верхнее крыло на лесной поляне. Пилот не пострадал.
- В феврале 1959 года в 30 км. от пункта назначения с. Ново-Кочердык пилот самолёта Як-12 СССР-Л1055 М.М. Цыганов в снегопад потерял контакт с наземными ориентирами. Снижаясь вслепую левым крылом ударился о снежное поле. Пилот и 2 пассажира погибли.
- В 1960 году потерпел поломку при вынужденном приземлении Як-12М, пилот Р.Ф. Тюменцев.
- 27 июля 1963 года в 20 км. к северу от Кургана от колебания крыла самолёта Як-12 СССР-05716 в полёте разрушился узел крепления. Пилот Олег Фёдорович Андреев погиб от удара оторванным крылом по кабине.
- Летом 1969 года в совхозе «Пионер» Макушинского района из-за нехватки горючего упал самолёт Ан-2 СССР-62740. У самолёта отвалились мотор и крылья, с левой стороны вместе с крылом разорвало бензобаки. После поломки самолёт подлежал ремонту. КВС Г.Н. Кошелев, второй пилот А. Старыгин не пострадали.
- 8 марта 1988 года попытка захвата семьёй Овечкиных самолёта Ту-154 СССР-85413, следовавшего рейсом Иркутск — Курган — Ленинград.
- 29 марта 1989 года катастрофа вертолёта Ми-2 СССР-20559 Уральского УГА (2-й Свердловский ОАО) близ пгт Варгаши. При полёте в тумане врезался в деревья. Командир вертолёта погиб[18].
- 16 июля 1995 года авиационное происшествие без человеческих жертв с самолётом Ан-2 RA-81506, связанное с отказом двигателя. Непреднамеренное выключение двигателя путём перемещения рычага стоп-крана на себя в полёте одним из членов экипажа в районе с. Колташево[19].